# 幼子繼承制
幼子繼承制（英語：Ultimogeniture）又稱英式繼承（英語：Borough-English），相對詞為長子繼承制。因為該繼承制盛行於英國，因此又被稱為英式繼承。根據此制度，遺產第一順位繼承人為幼子或幼女；這裡面又以土地為最主要標的物。此制度發軔於14世紀之前的盎格魯撒克遜時期，一直到1925年才予以廢除。
在亞洲，部分國家、地區、民族仍有此繼承制度，例如蒙古族，台灣的布農族，日本的近畿、瀨戶內、九州一帶的漁村。